# Bartramia ticinensis
Bartramia ticinensis là một loài rêu trong họ Bartramiaceae. Loài này được Kindb. Paris mô tả khoa học đầu tiên năm 1904.